# Utopia (groupe)
Pour les articles homonymes, voir Utopia (homonymie).
Utopia est un groupe américain de rock, originaire de New York. Il est formé en 1973 par Todd Rundgren, et actif pendant les années 1970 et 1980.

## Biographie

### Débuts et activités (1973–1986)
Sur ses deux premiers albums, Todd Rundgren's Utopia (1974) et Another Live (1975), Utopia reprend la plupart des canons du rock progressif, avec des titres longs et complexes (sur le premier album, The Ikon dure plus de 30 minutes et occupe toute la deuxième face du vinyle). Le groupe se compose alors de Todd Rundgren (guitare et chant), Kevin Ellman (batterie et percussions), John Siegler (basse et violoncelle), Moogy Klingman (claviers), Ralph Schukett (claviers) et Jean-Yves Labat (synthétiseurs). Ce dernier est remplacé sur le second album par Roger Powell, tandis que John « Willie » Wilcox remplace Kevin Ellman à la batterie.
À partir de son troisième album, Utopia est réduit à un quatuor comprenant Rundgren, Powell, Wilcox et Kasim Sulton à la basse. Sorti en 1977, Ra prolonge les influences progressives des deux premiers albums tout en annonçant l'évolution du groupe vers des titres plus courts et « pop », qui débute vraiment avec l'album Oops! Wrong Planet. Dans les années 1980, Utopia parvient à placer quelques singles dans les hit-parades : Set Me Free se classe 27e aux États-Unis en 1980, et l'album Adventures in Utopia reste 21 semaines dans les charts. Utopia surprend son nouveau public en sortant la même année un album de pastiches des Beatles, Deface the Music.
Le groupe, passé de mode, se sépare en 1986. Il se reforme brièvement pour une tournée japonaise en 1992 qui donne lieu à un album live la même année.

### Retours (depuis 2011)
En 2011, Todd Rundgren, John Siegler, Ralph Schukett, Kevin Ellman et Moogy Klingman reforment la première mouture d'Utopia pour deux concerts, les 29 et 30 janvier, au Highline Ballroom de New York. Cette réunion a pour but d'aider Klingman à payer ses soins contre le cancer.
À la fin 2017, Sulton assemble un groupe en hommage à Utopia appelé Kasim Sulton's Utopia, composé de lui, Jesse Gress (guitare, chant), Wade Preston (piano, chant), Christopher Clark (synthétiseur, chant) et Andy Ascolese (batterie, chant). Ce groupe commence à tourner en février 2018. Le même mois, Utopia annonce qu'il tournera comme « Todd Rundgren's Utopia » dès le printemps avec Rundgren, Sulton, Wilcox, et Schuckett. En mars 2018 le groupe annonce que Schuckett ne participera pas à la tournée et fait appel aux claviéristes d'Utopiamais choisit finalement Gil Assayas.

## Discographie
- 1974 : Todd Rundgren's Utopia
- 1975 : Another Live (en concert)
- 1977 : Ra
- 1977 : Oops! Wrong Planet
- 1980 : Adventures in Utopia
- 1980 : Deface the Music
- 1982 : Swing to the Right
- 1982 : Utopia
- 1984 : Oblivion
- 1985 : POV
- 1986 : Trivia
- 1992 : Redux '92: Live in Japan (en concert)
- 2012 : Disco Jets (enregistré en 1976)